# Fahren (Kreis Plön)
Fahren er en by og en kommune i det nordlige Tyskland, beliggende i Amt Probstei i den nordlige del af Kreis Plön. Kreis Plön ligger i den østlige/centrale del af delstaten Slesvig-Holsten.

## Geografi
Fahren er beliggende omkring 15 km øst for Kiel på østbredden af den 2,7 km² store Passader See. Omkring 5 km nord for Fahren løber Bundesstraße 502 fra Kiel mod Lütjenburg.
Midt i byen er der en samling historiske vejsten, indsamlet fra omegnen.